# Repmånad (film)
Repmånad, fullständig titel Repmånad eller Hur man gör pojkar av män, är en svensk komedifilm som hade biopremiär i Sverige den 23 februari 1979.

## Handling
Helge Jonsson är en försagd man som bor tillsammans med sin överbeskyddande mor och vars största intresse är telefoner. Jonsson blir inkallad till repövning på sitt gamla regemente. Där träffar han sina gamla lumparkompisar i den lätta kabelbilgruppen: Lövgren, Tallroth, "Gurkan" Gustafsson, Öberg och gruppchefen Larsson. Larsson är angelägen om att gruppen skall göra bra ifrån sig, men det övriga manskapet tar inte övningen på särskilt stort allvar, utan ser den mest som ett tillfälle till avkoppling och glad samvaro och ledigt från jobbet. Den kvinnliga journalisten Bea följer med övningen för att skriva ett reportage till en veckotidning under täckmantel som marketenterska, och hon blir förtjust i den blyge Jonsson. Ute i fält urartar manövern snabbt till rent kaos, och Lövgren och Tallroth beslutar att gruppen skall avsluta övningen genom att besöka ett stadshotell för middag och dans.

## Om filmen
Det finns stora likheter mellan Repmånad och Sällskapsresan som Lasse Åberg och Bo Jonsson gjorde 1980. Det handlar om dels de för Åberg typiska dragen av igenkänningskomik, dels de medverkande skådespelarna. Den blyge Helge Jonsson är en förstudie till Stig-Helmer Olsson och Weiron Holmbergs Tallroth är nästan identisk med samme Holmbergs roll som Robban i Sällskapsresan. Även Bea uppvisar tydliga likheter med Sällskapsresans Majsan.

## Filmmusik
Filmens ledmotiv heter Repgubbarnas marsch och finns i en lätt omarrangerad version som Marsch från Tornhuven på Janne Schaffers skiva Presens från 1980. Från samma skiva finns även stycket Morgondagens skuggor lättar.
Dansbandet som uppträder på stadshotellet är Jörgen Edman & Polarna, som framför Eva (Strippan från Trosa), Välkommen hem och Vid mitt fönster från skivan Klappa gärna takten.
Sången som gruppen sjunger på flaket är snapsvisan Telefonen.

## Omdömen
Filmen fick överlag ett dåligt mottagande av filmkritikerna. Hans Schiller i Svenska Dagbladet skrev: "En film som rider på fördomar och billiga snabbvitsar, en film vars enda innovation är att landstormens lilla lotta förvandlats till undersökande reporter." Jan Aghed i Sydsvenskan skrev: "Åberg är ur stånd eller ointresserad av att berätta en historia. Han är en sketchmakare som mer än gärna satsar på lättköpta flabb, och i det förehavandet har han sett till att skaffa sig hjälp från synnerligen pålitligt håll: Janne Carlsson, alias flabbhumorns och flabbandets konung." Sven E Olsson i Arbetet skrev: "Felet med Repmånad är inte att den frivilligt uppsökt buskiskomiken. Felet är att de upprepar de mest slitna skämten på ett ofta helt poänglöst sätt." Mer positiv var Hanserik Hjertén i Dagens Nyheter : "Det är i och för sig inga märkvärdigheter, men som militärlustspel besitter den en för svenska förhållanden ovanlig blandning av skämtlynne, finess och tankeförmåga. Den är nog värd ett kors i logementstaket.
Trots den dåliga kritiken blev filmen en stor framgång på biograferna och sågs av ungefär 1,5 miljoner biobesökare.
Filmen är en av titlarna i boken Tusen svenska klassiker (2009).

## Tagline
- Hur man gör pojkar av män.

## Rollista (i urval)
- Lasse Åberg – Helge Jonsson
- Ted Åström – Börje Larsson
- Janne ”Loffe” Carlsson – Oskar Löfgren
- Weiron Holmberg – Tore Tallroth
- Lennart Skoogh – Jonas 'Gurkan' Gustafsson
- Lasse Haldenberg – Hans Öberg
- Ingvar Andersson – Kapten Nils 'Beethoven' Jönsson
- Lena Maria Gårdenäs – Bea, journalist
- Agneta Prytz – Helges mamma
- Monica Dominique – Doris
- Lottie Ejebrant – Doris väninna Agnetha
- Malou Berg – Doris väninna
- Agneta Lindén – Doris väninna
- Palle Granditsky – överstelöjtnant
- Moltas Erikson – stridsdomare
- Lars Amble – Beas chefredaktör
- Thomas Ungewitter – löjtnant Wickman
- Jan-Ivar Utas – vapenvägraren
- Lars Lind – golfaren